# Албрехтице (Карвина)
Албрехтице (чеш. Albrechtice) је насељено мјесто са административним статусом сеоске општине (чеш. obec) у округу Карвина, у Моравско-Шлеском крају, Чешка Република.

## Становништво
Према подацима о броју становника из 2014. године насеље је имало 3.948 становника.

## Галерија
- Црква Светих апостола Петра и Павла
- Евангелистичка црква
- Тржни центар
- Раднички дом
- Рудник угља